# Mordellistena savioi
Mordellistena savioi es una especie de coleóptero de la familia Mordellidae.

## Distribución geográfica
Habita en Shanghái (China).